# Lotta Skoglund
Lotta Inger Elisabeth Skoglund, född 13 april 1948, är en svensk journalist, TV-producent och författare. 

## Biografi

### Yrkesliv
Skoglund började arbeta som journalist 1974 och då som undersökande reporter på Pockettidningen R, en socialpolitisk kamptidskrift. Hon och fem andra reportrar tog sig in med falska papper på mentalsjukhuset Sundby för att avslöja hur mentalvården fungerade och inte fungerade 1975. Reportaget ledde till att mentalsjukvården organiserades om och efter detta anställdes hon av Aftonbladet och rekryterades till Sveriges radio. Sedan 30 år tillbaka arbetar Skoglund med redaktionen på Sveriges Radio P1. Hon har arbetat som reporter för Sveriges Televisions samhällsgranskande program Studio S, Uppdrag Sverige och Striptease. 
Åren 2009-2010 var hon chefredaktör för det populärvetenskapliga magasinet Vitalt Vetande, om hälsa. Tidningen placerade sig i nischen mellan de breda hälsotidningarna och de rent akademiska på området. 2010 belönades Vitalt Vetande med priset Guldbladet för bästa journalistik. Samma år las magasinet ned. Skoglund fortsätter därefter att göra webb-TV och skriva om hälsofrågor, bland annat för flera hälsotidningar. 
2011-2012, 2014 och 2015 arbetade Skoglund även bland annat med Gomorron Sverige och som redaktör för både Världens Barn och Nobelbanketten i SVT.

### Producent
1994 valde Skoglund att säga upp sin fasta anställning och starta eget bolag. Hon har fortsatt producera TV-program för public service, SVT och UR. Från 2004 har hon producerat program om vetenskap för UR och SVT. Sedan 2010 driver Skoglund sitt eget produktionsbolag, Science United AB, med populärvetenskap och samhällsjournalistik som specialitet. 

## Priser och utmärkelser
År 2006 erhöll Skoglund pris för god, grävande vetenskapsjournalistik av Svenska föreningen för vetenskapsjournalistik för UR-programmet Magnetismens okända kraft.